# Rian Johnson
Rian Craig Johnson, född 17 december 1973 i Silver Spring i Maryland, är en amerikansk regissör och manusförfattare.
Johnson föddes i Maryland men växte upp i San Clemente i Kalifornien. Hans är bror till musikproducenten Aaron Johnson och kusin till kompositören Nathan Johnson som skrivit musiken till alla hans långfilmer. Kusinerna har bildat en musikgrupp kallad The Preserves.
Johnson har skapat och regisserat fyra långfilmer: Brick (2005), The Brothers Bloom (2008), Looper (2012) och Star Wars: The Last Jedi (2017). Brick är ett kriminaldrama med Joseph Gordon-Levitt i huvudrollen. Filmen belönades med "Special Jury Prize for Originality of Vision" vid Sundance Film Festival 2005. The Brothers Bloom är en dramakomedi om två bedragare spelade av Mark Ruffalo och Adrien Brody. Filmen vann Bronshästen vid Stockholms filmfestival 2008. Looper är  sciencefiction-action och har återigen Joseph Gordon Levitt i huvudrollen. Han har regisserat den åttonde delen, The Last Jedi i Star Wars.
Han har även regisserat The Mountain Goats musikvideo Woke Up New.

## Filmografi
- 1998 – Evil Demon Golfball from Hell!!! (kortfilm) (manus och regi)
- 2002 – May (endast redigering)
- 2005 – Brick (manus och regi)
- 2008 – The Brothers Bloom (manus och regi)
- 2009 – Terriers (TV-serie) (ett avsnitt) (regi)
- 2010–2013 – Breaking Bad (TV-serie) (tre avsnitt) (regi)
- 2012 – Looper (manus och regi)
- 2015 – BoJack Horseman (TV-serie) (två avsnitt) (röstroll)
- 2016 – Rogue One: A Star Wars Story (cameoroll)
- 2017 – Star Wars: The Last Jedi (manus och regi)
- 2019 – Knives Out (manus, regi och produktion)
- 2022 – Glass Onion: A Knives Out Mystery (manus, regi och produktion)
- 2023 – Poker Face (TV-serie) (manus, regi och exekutiv produktion)
- 2025 – Wake Up Dead Man: A Knives Out Mystery (manus, regi och produktion)